# Comendador
Comendador je glavno mesto province Elías Piña v Dominikanski republiki. V mestu je mednarodni obmejni prehod, prek katerega pridemo v haitijski Belladère.

## Prebivalstvo
Leta 2012 je občina imela skupno 43,894 prebivalcev. V tej številki je všteto tudi prebivalstvo občinskega okraja  Sabana Larga.

## Zgodovina
Mesto je ime dobilo po svojem ustanovitelju, »Lareškem komendadorju« (Comendador de Lares) (Comendador je nekoč bil naziv vodje vojaškega ali verskega redu). 29. novembra 1930 je bilo mesto preimenovano v Elías Piña, a je 29. maja 1972 z objavo 342. zakona ponovno postalo Comendador.

## Gospodarstvo
Glavna gospodarska dejavnost v občini je kmetijstvo. Pomembna je tudi čezmejna trgovina s Haitijem. 